# Латур д’Овернь
Дом Латур д’Овернь (фр. La Tour d’Auvergne) — один из немногих баронских родов Франции, добившихся при старом режиме признания иностранными принцами суверенного достоинства (то есть такими же государями, как и королевский дом).
В этом роду была наследственной придворная должность великого камергера (Grand Chambellan de France), которая давала её носителю свободный доступ в частные апартаменты короля. Великий камергер носил на поясе ключ от спальни монарха и на церемониале его пробуждения первым подавал ему сорочку.

## Старшая ветвь: графы Оверни

Герб графов Оверни из рода Латуров

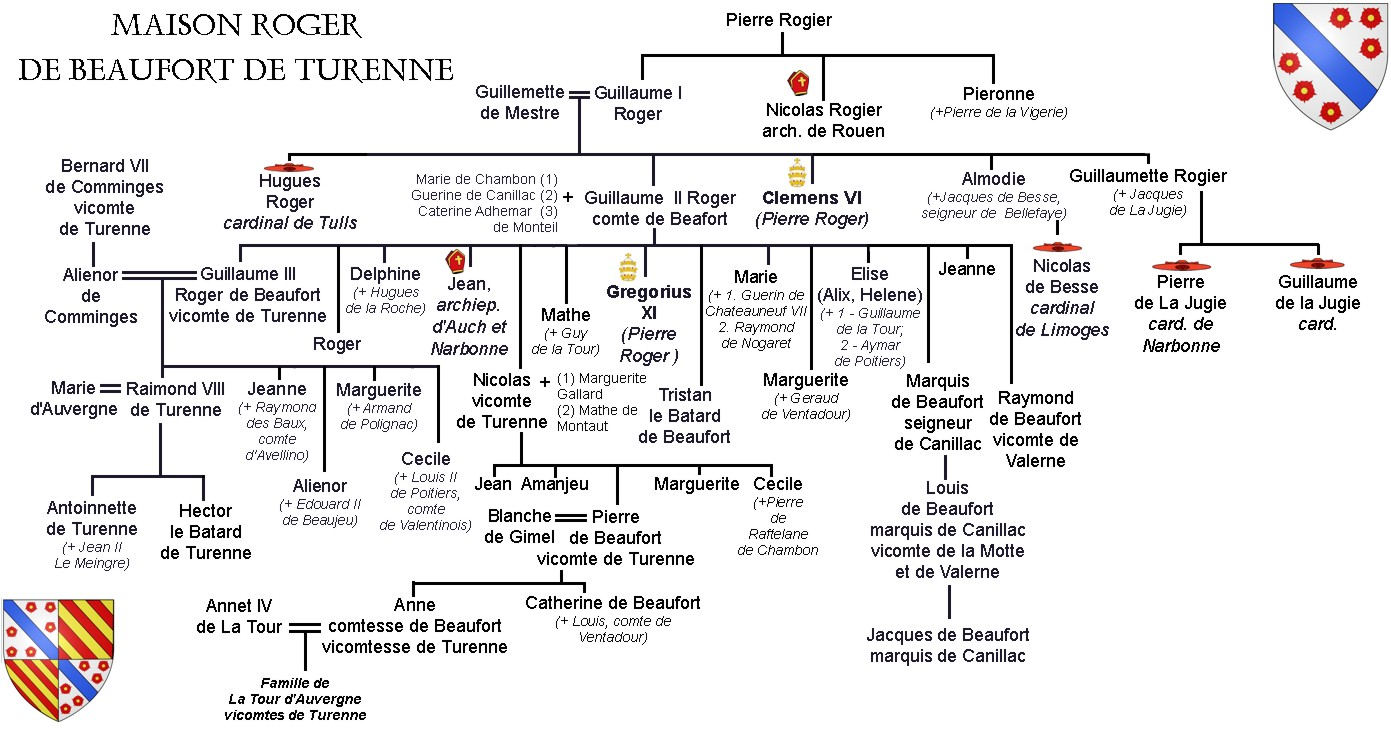
Происхождение рода Латур д'Овернь, виконтов де Тюренн

«Латур» (что значит «башня») — распространённая фамилия среди французских феодалов. Родословная Латуров из Оверни — вассалов графов Оверни — прослеживается с XIII века. Весьма рано род распался на две линии. Благодаря свойству с папами Климентом VI и Григорием XI старшая ветвь за два поколения принесла католической церкви трёх епископов, двух кардиналов и латинского патриарха Антиохии.
Бертран V де Латур в середине XV века унаследовал со стороны матери графства Овернь и Булонь (позднее выменянную на Лораге), что сделало его одним из крупнейших землевладельцев на юге Франции. Брак его внука с дочерью графа Вандомского не оставил мужского потомства. Из их дочерей старшая, Анна, не имела детей в браке со своим двоюродным братом герцогом Олбани, регентом Шотландии. Её младшая сестра Мадлен умерла в Италии вслед за рождением дочери, Екатерины Медичи, которая и унаследовала Овернь вместе с Лораге.

## Младшая ветвь: виконты Тюренны

Герб виконтов Тюреннов из рода Латуров

Глава младшей ветви рода Латуров с 1444 года благодаря удачному браку носил титул виконта Тюренна. К этой же линии перешло после одной из старших отраслей рода баронство Монгаскон. В начале XV века от Тюреннов отделились линии Лимёй (рано угасшая) и Апшье (просуществовавшая до 1896 года). Славилась своей красотой Изабо де Лимёй, родившаяся в перигорском Лимёе, метресса первого принца Конде, имевшая от него внебрачных детей.
Анри де Латур д’Овернь (1555—1623), будучи внуком коннетабля Анна де Монморанси и зятем Вильгельма Оранского, несмотря на кальвинистское вероисповедание, регулярно получал продвижения на службе у католиков Валуа, дослужившись в 1592 до маршала Франции. Хотя его надежды быть избранным штатгальтером Нидерландов не оправдались, благоволение короля позволило ему унаследовать, в обход других родственников Ламарков, их владения на франко-испанской границе, включая княжество Седанское и права на герцогство Буйонское. 

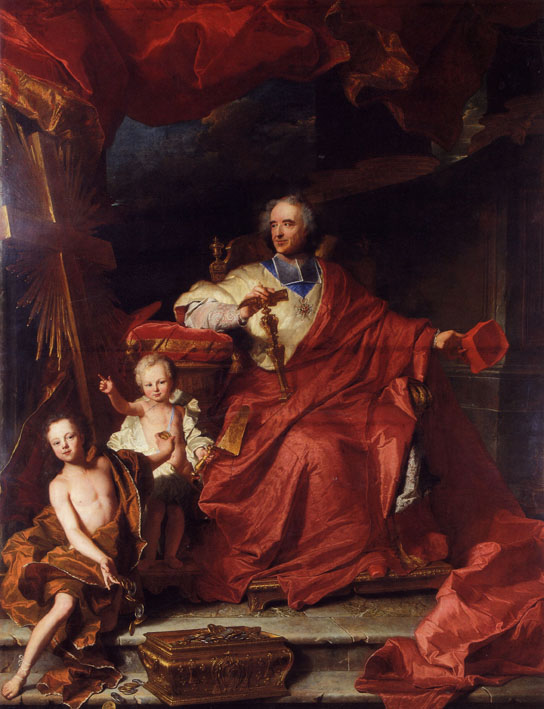
Кардинал Бульон на портрете кисти Риго.

Сын маршала Латура от брака с дочерью Вильгельма Оранского, знаменитый виконт Тюренн, также дослужился до чина маршала Франции и был похоронен в Сен-Дени среди королей. Его брат Фредерик Морис обменял стратегически расположенные пограничные княжества во главе с Седаном на пригоршню титулов французского пэрства — герцога Шато-Тьерри и Альбре, графа Эврё и Арманьяка и т. д. Кроме того, король обязывался содействовать ему в отвоевании у испанцев Буйона.

## Герцоги Буйона
Следующий герцог Буйонский женат был на племяннице кардинала Мазарини и пользовался большим влиянием при дворе. Он женил своего сына на дочери последнего герцога Вантадура, но детей у них не было. Брат же его, Фредерик Морис, унаследовал от тестя маркграфство Берген-оп-Зом в Бельгии. Сын его был архиепископом вьеннским, а брат, кардинал Буйон, — аббатом Клюни.
Своим честолюбием кардинал Буйон нажил немало недругов при версальском дворе, среди которых и знаменитый мемуарист герцог Сен-Симон. По воспоминаниям современников, кардинал нанял известного фальсификатора документов Балюза, который в своём трактате, ссылаясь на несуществующие свидетельства, выводил Латуров от независимых правителей Оверни IX века. Воспоследовала война памфлетов, «король-солнце» встал на сторону противников кардинала, и тот удалился доживать свои дни при папском дворе.
В течение XVIII века Латуры продолжали занимать видное место среди высшей французской аристократии, связав себя узами родства с домами Гизов, Роганов и Латремуев. После завоевания французской армией Буйона они именовали себя суверенными герцогами Буйонскими, чеканили монету, хотя в «столице» своей ни разу не бывали. Сестра предпоследнего герцога, известная своими вольными нравами, имела внебрачное потомство от кузена, младшего стюартовского претендента, а жизнь окончила на гильотине. 

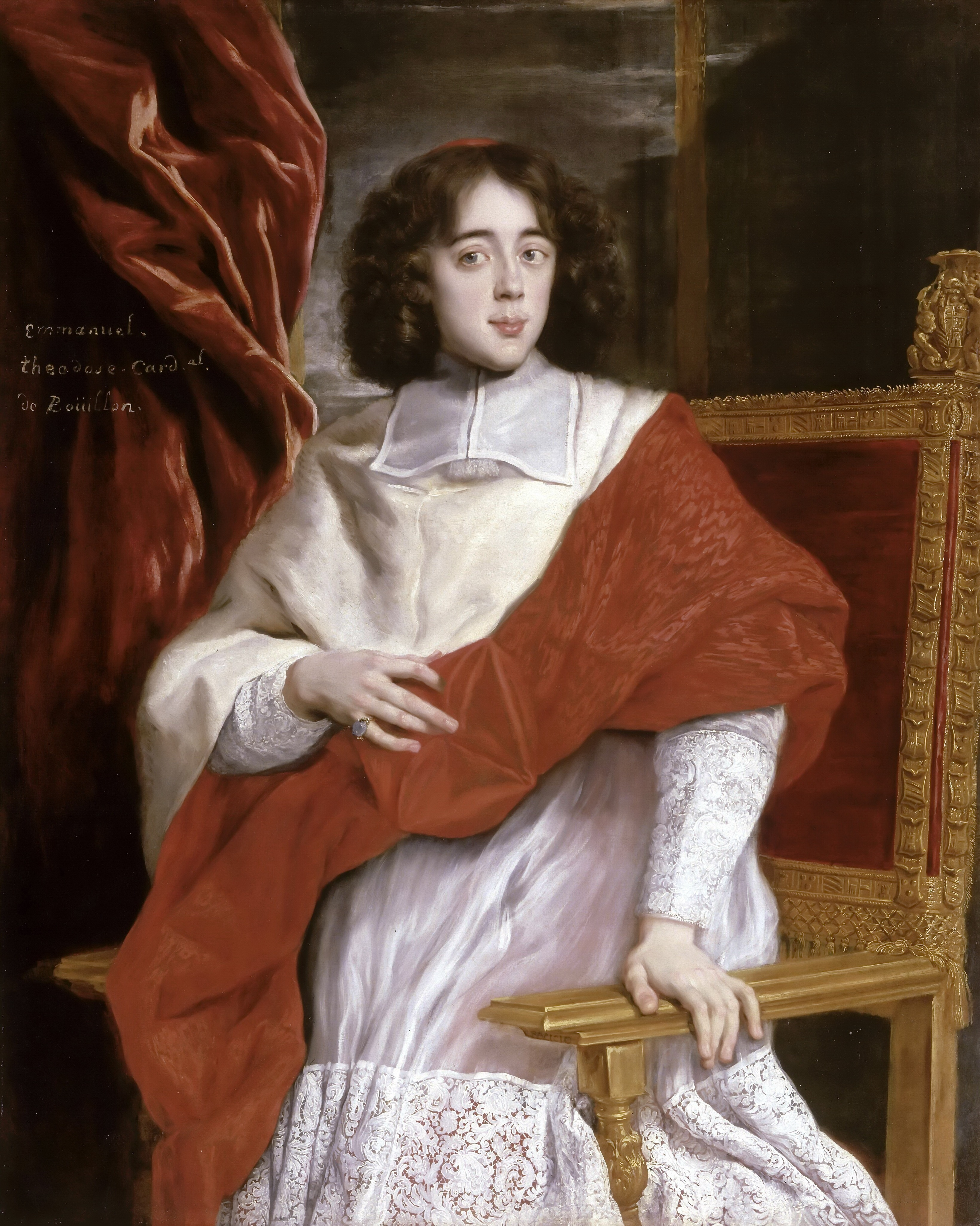
Эммануэль-Теодоз де ла Тур д’Овернь (1643-1715), кардинал де Буйон

Эммануэль-Теодоз де ла Тур д’Овернь (1643-1715), кардинал де Буйон, родившийся в перигорском замке Ланке, был одарённым молодым человеком. По окончании Сорбонны, получив степень, избрал духовную карьеру. Сан кардинала принял всего в 24 года. Этот факт запечатлён на картине Джованни Баттиста Гаули Бачиччьо.

Брак последнего герцога Буйонского (1746—1802) с ландграфиней Гессенской был бездетным. Герцог симпатизировал революционному правительству и некоторое время после падения французской монархии правил Буйоном как суверен. Его желание усыновить английского офицера, выдававшего себя за потомка Латуров, привело к оккупации Буйона французами. После его смерти за наследство Латуров шли долгие судебные баталии между Роганами и другими родственниками (см. статью Буйон). 

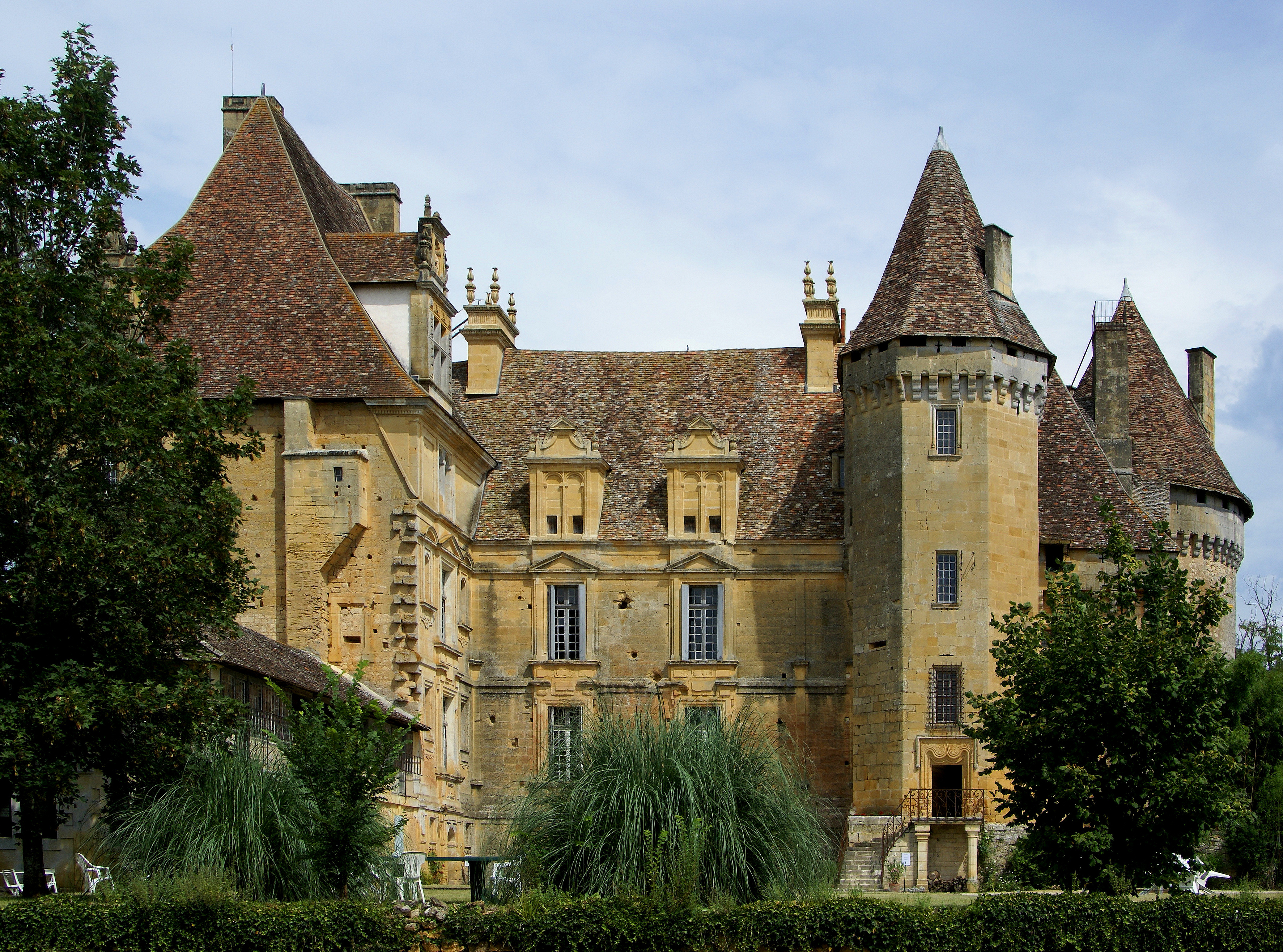
Замок Ланке принадлежал Латурам с 1521 по 1719 годы.

В годы бурбоновской реставрации во Франции был учреждён титул герцога Латур д’Оверня, который наследовали последние представители этой фамилии из младшей ветви де Латур д’Апшье. Этот род угас в 1896 году. На происхождение от средневековых Латуров из Оверни без каких-либо доказательств ныне претендует дворянская фамилия Латур-Сен-Поле, которой Людовик XVIII позволил переименовать себя в Латур д'Овернь-Лораге.